# MG 6
MG 6是上海汽車下属企业南京名爵生產的一款紧凑级五門掀背式轎車。由位于中國大陸的工廠與榮威550車款共線生產。发布于2009年广州车展。
该车型定位于同属紧凑级的MG GT轿车和MG 5掀背车之上。
与荣威550一样，MG 6主要是由上海汽车位于英国的设计工作室设计完成，引擎为原Rover K系列发动机，排量1.8L。除在中国外，上海汽车还计划将其销售至英国以及爱尔兰。
2014年MG 6獲得英國房車賽車BTCC的年度總冠軍。

## 第一代
MG6第一代发布于2009年广州车展。
次年10月，MG6的4门轿车版在上海世博会上亮相。本车和荣威550同平台，同是罗孚75的继承车型。
5门掀背版在2011年5月于英国上市。4门轿车，即MG 6 Magnette于2011年7月16日上市。
2012年底，柴油发动机版加入英国市场。
2014年6月4日，第一辆泰国组装车下线，泰国工厂年产量有可能达到5000辆。
MG6在英国的销量低于预期，最终于2016年退出英国，但在其他国家则继续销售。

### 历史
和荣威550一样，MG 6的部分开发和造型设计是在上汽英国技术中心完成的。不过主要的设计和开发合同是交给了上海EDAG公司。该车最初是作为荣威品牌车型设计的（IP22项目），但随着上汽控股南京汽车（MG品牌的所有者），该车改头换面作为第一款中国MG汽车问世。
MG 6于2010年开始在中国生产，2011年4月13日起在英国长桥工厂以部分敲定的形式短暂生产，自2013年起，MG 3也在同一工厂进行来件组装，直至2016年退市，长桥工厂停产。
继掀背版MG6 GT之后，2011年6月首次推出了notchback轿车版，并沿用了Magnette的名称，该名称是MG在20世纪50至60年代用于其轿车的名称，在30年代也曾用于MG K-type。

### 引擎
英国版本的引擎配置如下
| 汽油                 | 汽油 | 汽油     | 汽油      | 汽油                                  | 汽油                                    | 汽油                | 汽油                  | 汽油                            | 汽油     |
| 款式                 | 引擎 | 排量     | 年份      | 马力                                  | 扭矩                                    | 极速                | 0–62 mph (0–100 km/h) | 综合油耗                        | CO 2排放 |
| -------------------- | ---- | -------- | --------- | ------------------------------------- | --------------------------------------- | ------------------- | --------------------- | ------------------------------- | -------- |
| 1.8 TCi Tech (18K4G) | I4   | 1,796 cc | 2010–2015 | 160 PS（118 kW；158 hp） at 5,500 rpm | 215 N·m（159 lb·ft） at 1,750–4,500 rpm | 120 mph（193 km/h） | 8.4s                  | 37.7 mi/imp gal（7.5 l/100 km） | 174 g/km |
| 柴油                 |      |          |           |                                       |                                         |                     |                       |                                 |          |
| 款式                 | 引擎 | 排量     | 年份      | 马力                                  | 扭矩                                    | 极速                | 0–62 mph (0–100 km/h) | 综合油耗                        | CO 2排放 |
| 1.9 DTi Tech         | I4   | 1,849 cc | 2012–2014 | 150 PS（110 kW；148 hp） at 4,000 rpm | 350 N·m（258 lb·ft） at 1,800 rpm       | 120 mph（193 km/h） | 8.9s                  | 57.6 mi/imp gal（4.9 l/100 km） | 139 g/km |
| 1.9 DTi Tech         | I4   | 1,849 cc | 2014–2015 | 150 PS（110 kW；148 hp） at 4,000 rpm | 350 N·m（258 lb·ft） at 1,800 rpm       | 120 mph（193 km/h） | 8.9s                  | 57.6 mi/imp gal（4.9 l/100 km） | 129 g/km |
| 1.9 DTi Tech         | I4   | 1,849 cc | 2015–     | 150 PS（110 kW；148 hp） at 4,000 rpm | 350 N·m（258 lb·ft） at 1,800 rpm       | 120 mph（193 km/h） | 8.4s                  | 61.4 mi/imp gal（4.6 l/100 km） | 119 g/km |

中国和泰国版本的引擎配置如下
| 汽油                    | 汽油 | 汽油     | 汽油                                  | 汽油                                    | 汽油                | 汽油                  | 汽油                            | 汽油     |
| 款式                    | 引擎 | 排量     | 马力                                  | 扭矩                                    | 极速                | 0–62 mph (0–100 km/h) | 综合油耗                        | CO 2排放 |
| ----------------------- | ---- | -------- | ------------------------------------- | --------------------------------------- | ------------------- | --------------------- | ------------------------------- | -------- |
| 1.8 TCi Tech (18K4G)    | I4   | 1,796 cc | 161 PS（118 kW；159 hp） at 5,500 rpm | 215 N·m（159 lb·ft） at 1,750–4,500 rpm | 130 mph（209 km/h） | 11.09s                | 42.5 mi/imp gal（6.6 l/100 km） | 174 g/km |
| 1.8 TCi Tech (18K4G)    | I4   | 1,796 cc | 161 PS（118 kW；159 hp） at 5,500 rpm | 215 N·m（159 lb·ft） at 1,750–4,500 rpm | 132 mph（212 km/h） | 10.35s                | 41.1 mi/imp gal（6.9 l/100 km） | 174 g/km |
| 1.8 DVVT Tech (Kavachi) | I4   | 1,796 cc | 135 PS（99 kW；133 hp） at 5,500 rpm  | 215 N·m（159 lb·ft） at 1,750–4,500 rpm | 120 mph（193 km/h） |                       |                                 |          |
| 柴油                    |      |          |                                       |                                         |                     |                       |                                 |          |
| 款式                    | 引擎 | 排量     | 马力                                  | 扭矩                                    | 极速                | 0–62 mph (0–100 km/h) | 综合油耗                        | CO 2排放 |
| 1.9 DTi Tech            | I4   | 1,849 cc | 150 PS（110 kW；148 hp） at 4,000 rpm | 350 N·m（258 lb·ft） at 1,800 rpm       | 120 mph（193 km/h） | 8.9s                  | 57.6 mi/imp gal（4.9 l/100 km） | 129 g/km |

### 销售
2011年10月开售时，全英国只有15台售出；11月仅4台。部分媒体评价MG营销乏力、公众不知道质量如何，并且上市没有柴油和旅行版可选导致消费者不选择MG6。
2011年12月，汽车租赁公司Avis英国宣布已购入并投放100台MG 6 GT在自家车队。2012年全年，本车型共售出782台，远低于预期的2000-3000台。届2016年换代时，MG关停了长桥工厂的产线。

### 评分
- The AA [2]
犀利的操控和良好的驾乘感受，高标准的规格，性价比高，空间利用率高。
缺点。加速时发动机噪音大，车厢内材料质量有些低，没有自动挡选装。
- Autocar [3]
现在的MG6比以往任何时候都更环保，但平淡的内饰还是让人侧目。
- Auto Express [4]
赞赏：操控、性能、标准装备水平。 
反感：发动机没柴油，内饰质量差，外观笨拙。
- Auto Trader [5]
'虽然新东家是中国车企，但MG 6在长桥设计和制造。它的驾驶性能不错，操控灵敏，内部空间充裕。不过，有些严重的缺陷。
- Evo  [6][7]
[+]同级车中最好开的之一，性价比很高。
[-]不要指望这个价格能有高级感，油老虎汽油机和廉价感的内饰。
- MSN Cars [8]
好：驾驶和操控，设备，实用性，造型和价格。
坏：内饰塑料感强、经济性不好。

## 第二代
2016年11月，第二代车型在南京万驰赛车场亮相。新一代MG 6融入了MG的全新设计语言 "Emotional Dynamism"，该设计语言在2016年MG第二款SUV--名爵ZS上发布。作为MG全新设计语言重要组成部分的全新格栅被称为 "星锐"。

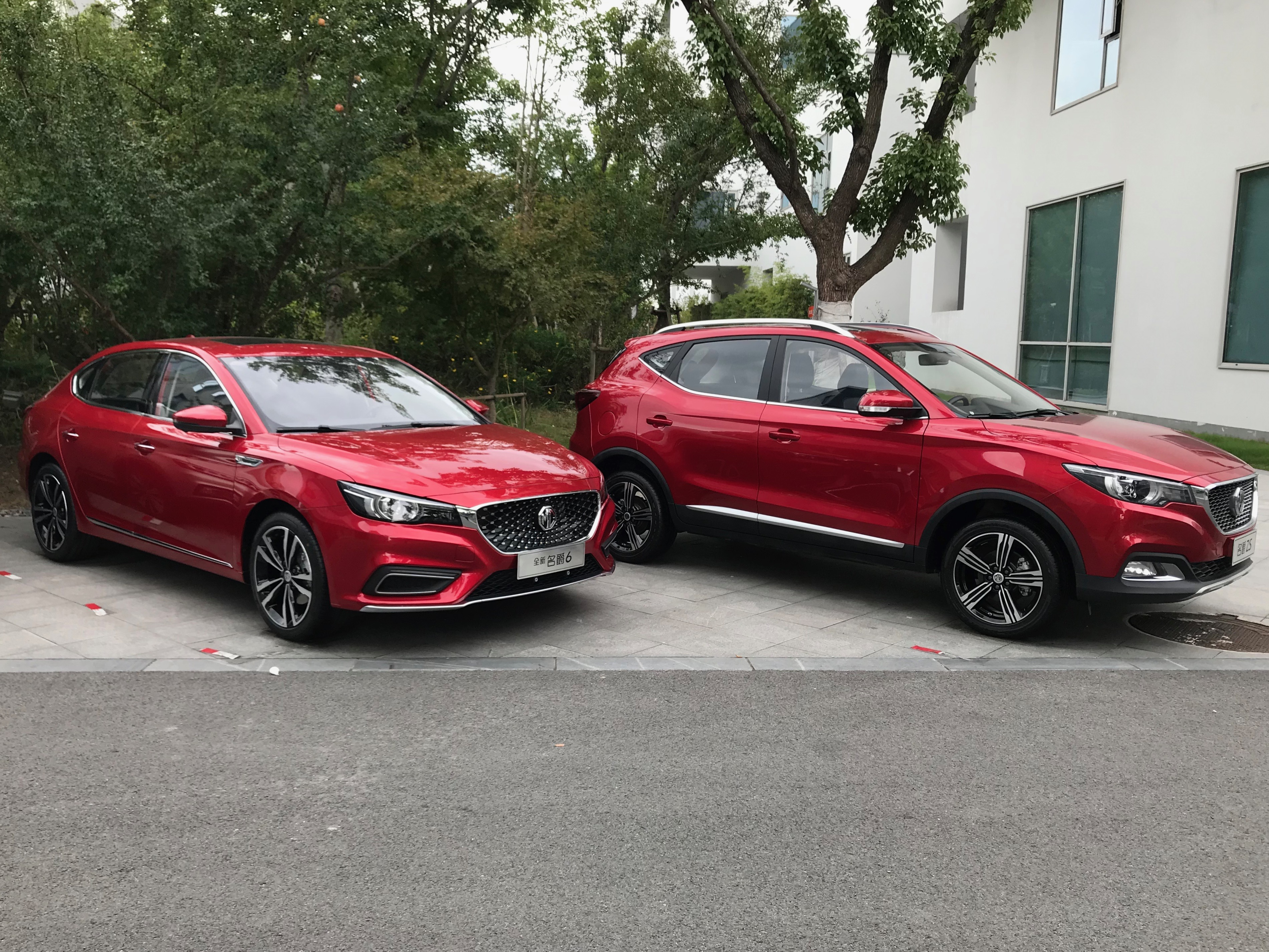
MG 6二代和MG ZS在2017年车展
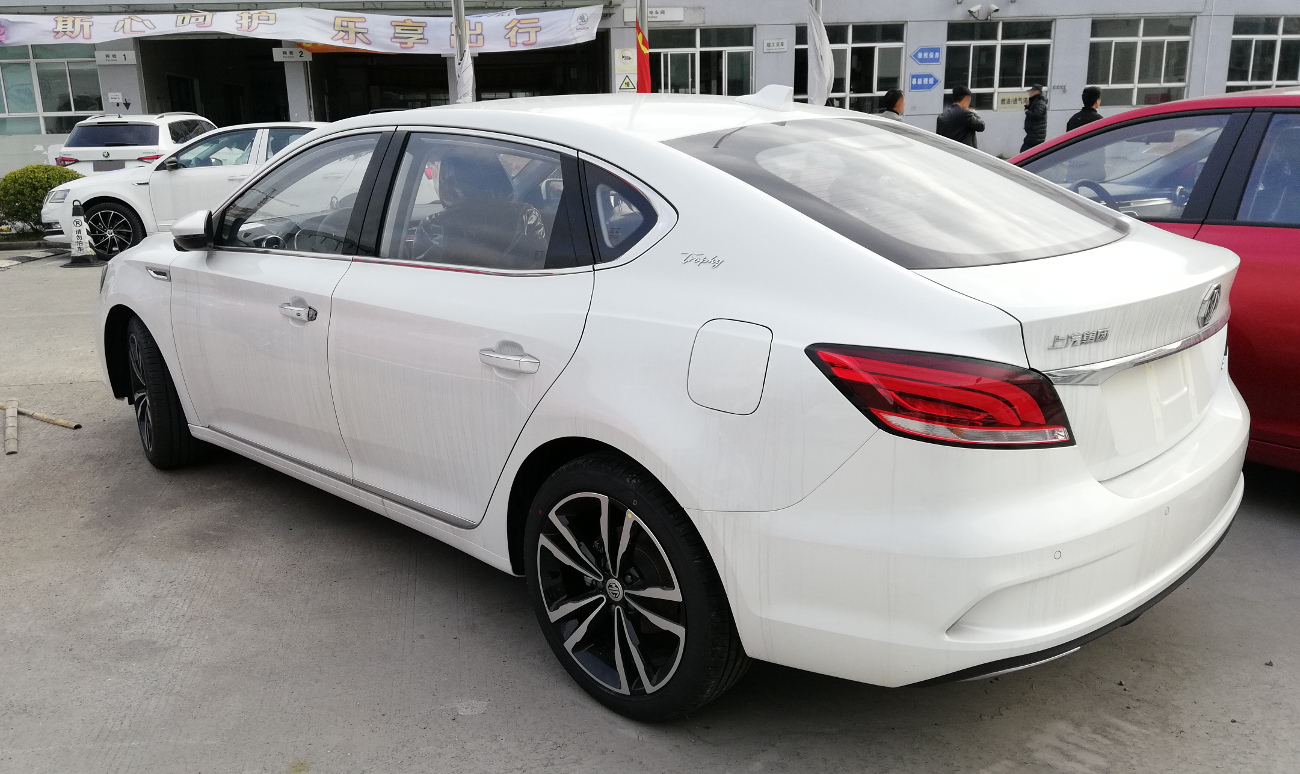
MG 6二代尾部

MG6二代和荣威i6是同平台产品。和荣威ei6一样，MG6推出了eMG 6插电式混动版。第二代MG 6的价格为9.68万元至13.28万元起。
MG在2019年的上海车展上展示了一款350马力的概念车，名为MG 6 XPower，将2000年代初的运动子品牌带回来。该公司表示，如果有足够的兴趣该车将量产，零售价约10万欧元。

### eMG 6 PHEV
eMG 6 PHEV是第二代MG 6的插电式混合动力版本。
插电混动版使用1.5升涡轮增压发动机加电动机的组合，综合动力输出为228马力，扭矩为622牛米，每百公里消耗1.5升汽油，纯电动模式下续航里程为53公里。
eMG 6 PHEV的混动系统由9.1千瓦时的IP67级电池支持，符合美国UL2580标准。

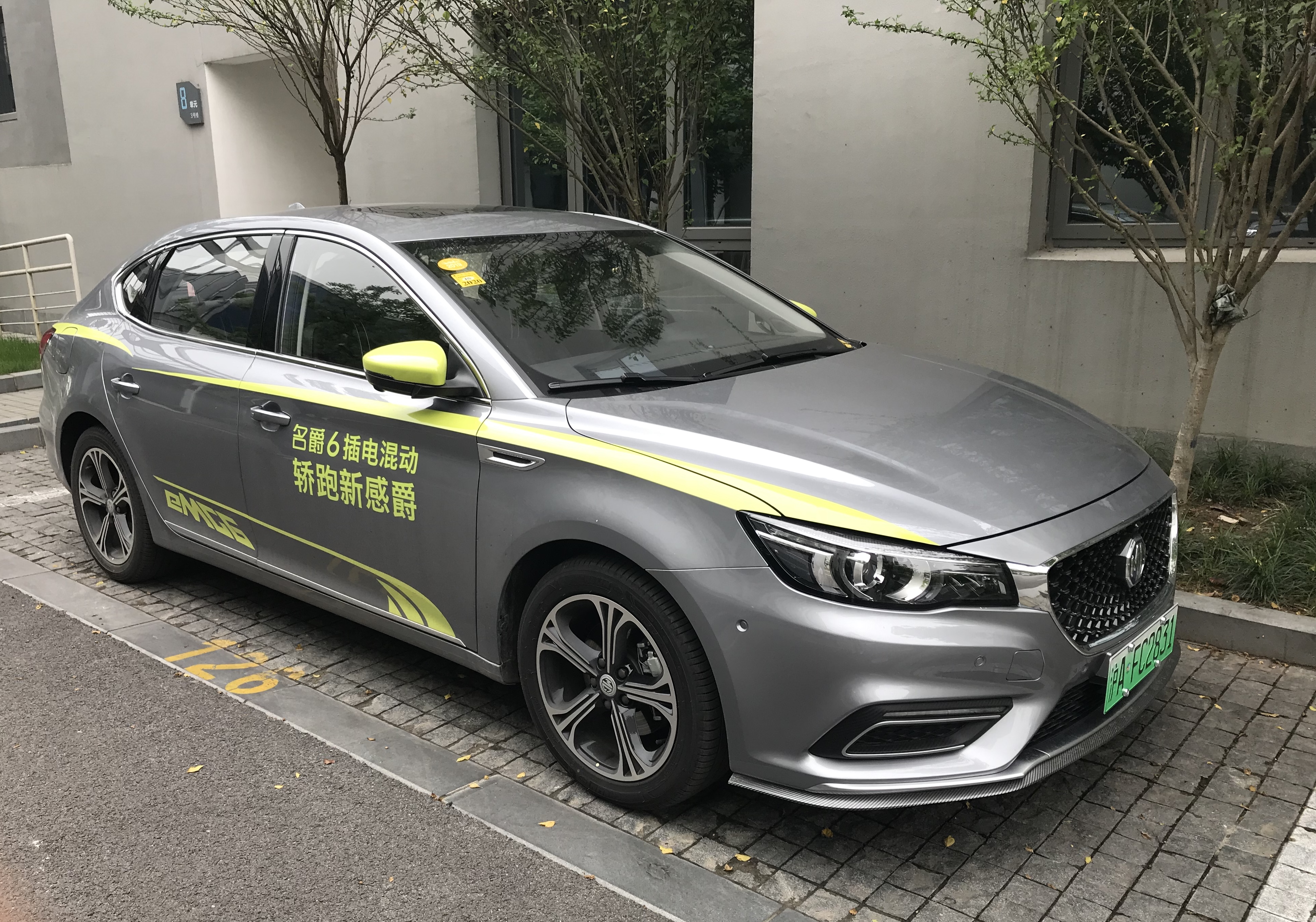
MG eMG 6 PHEV 前脸。插电版只有17寸轮毂，汽油版有18寸可选
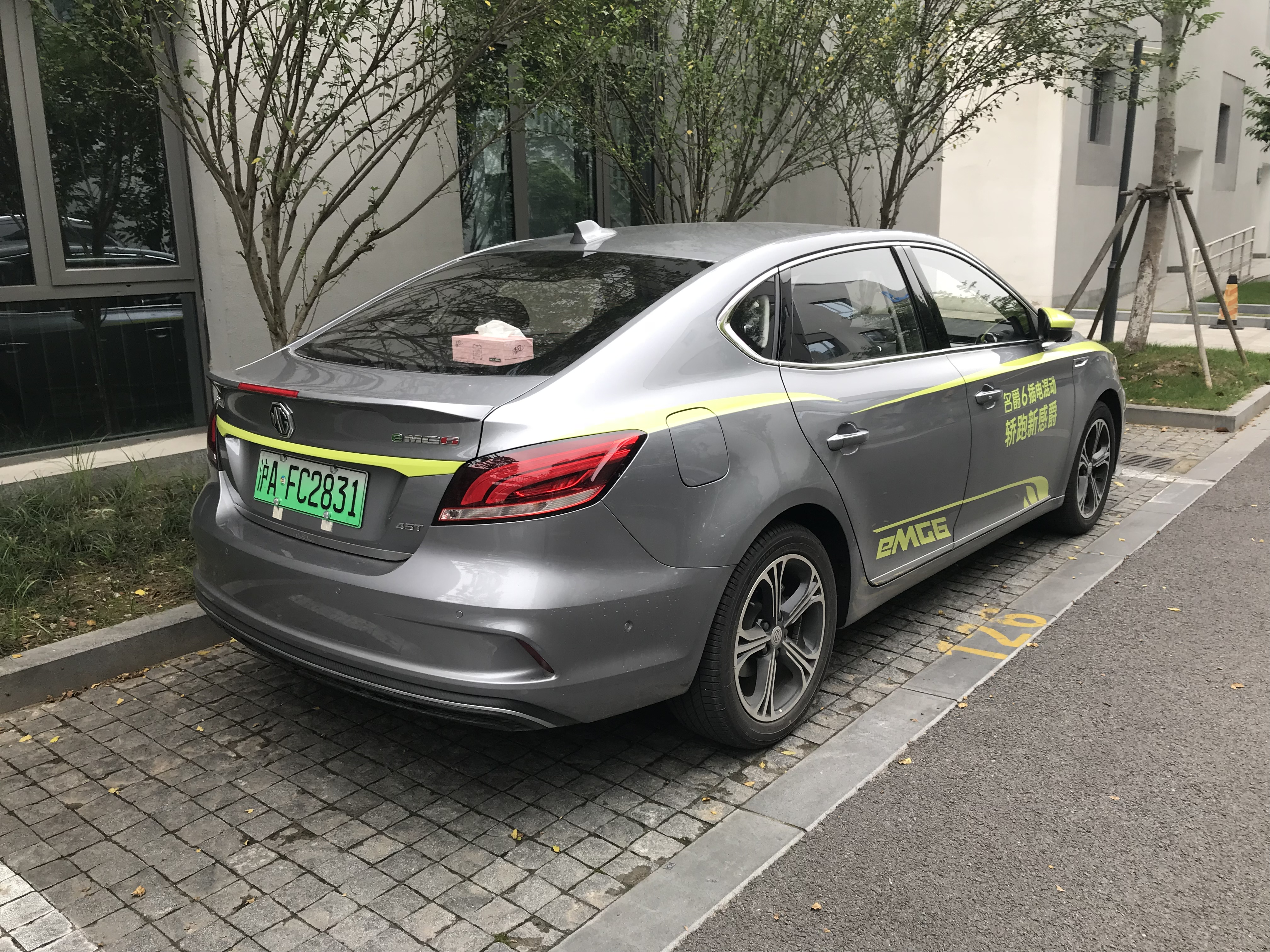
MG eMG 6 PHEV 后方。eMG6版使用了隐藏排气管设计

### 改款
2020年7月，第二代MG 6改款，上汽MG将其称为第三代MG6。
虽然定位为一款超宽体轿车，但实际上宽度与改款前的车型相同，重新设计的车头和车尾导致长度增长了9毫米。
更新后的MG 6继续搭载1.5升涡轮增压发动机，最大功率181马力，峰值扭矩285牛米，相比于即将上市的车型分别增加了12 PS和35牛米。
传动系统方面，MG 6改款车型搭载的是7速湿式双离合变速箱和6速手动变速箱。2020款MG 6已于7月10日在中国上市。

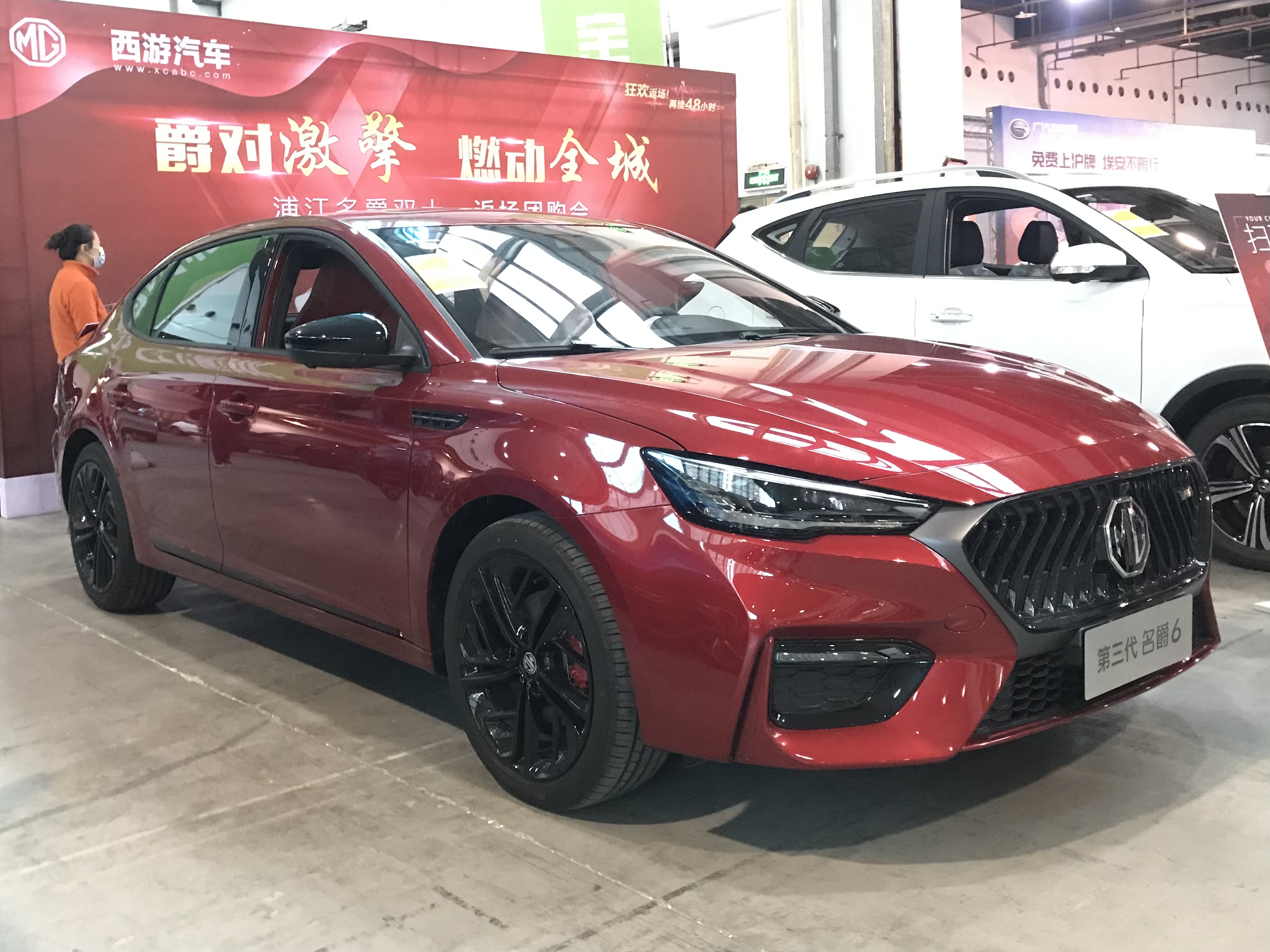
MG 6 换代前脸
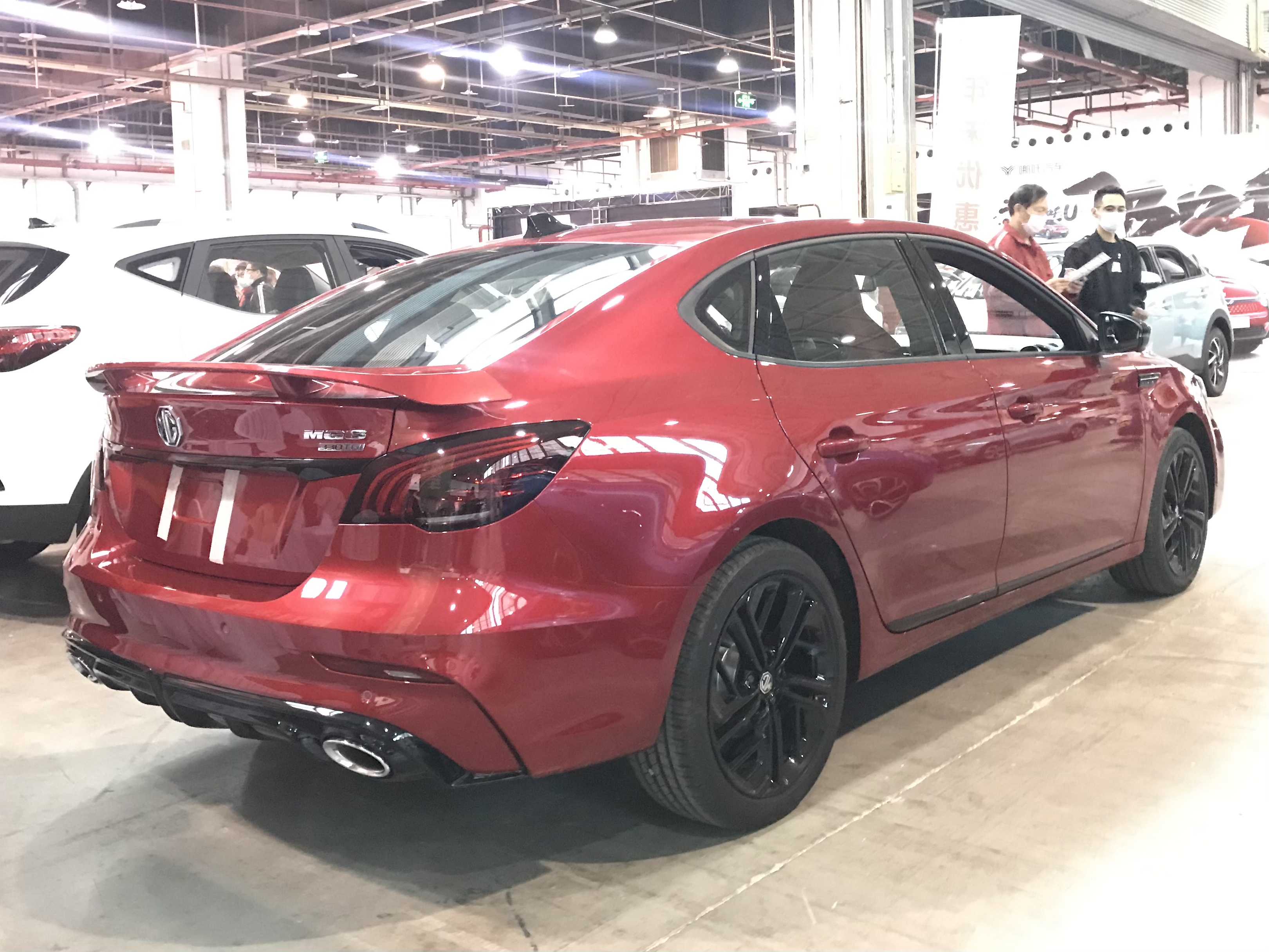
MG 6 换代后侧

2021年，第二代MG 6再次改款，上汽將當年的改款版命名为MG6 Pro。MG6 Pro于2021年7月开始预售。

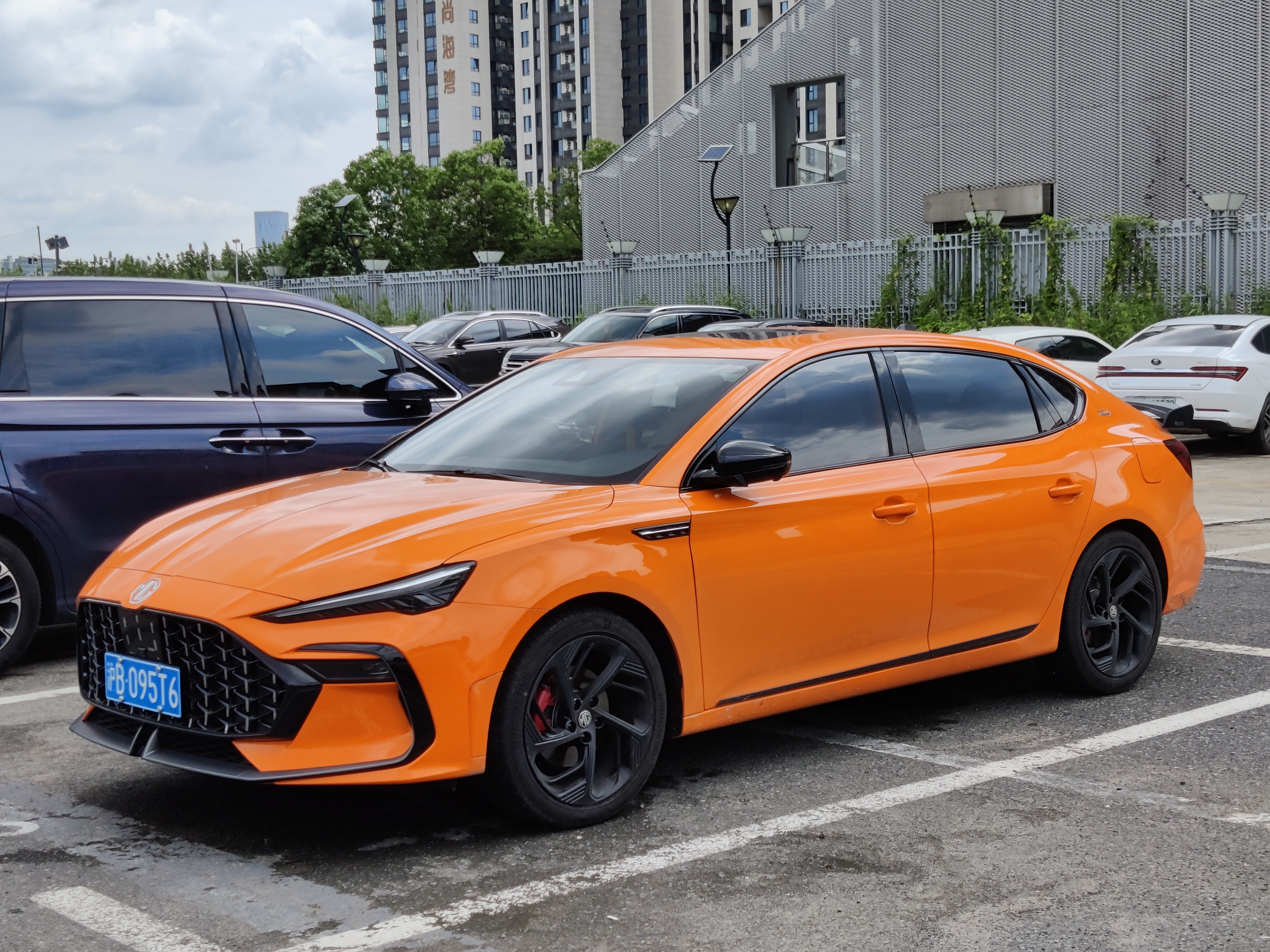
MG6 Pro
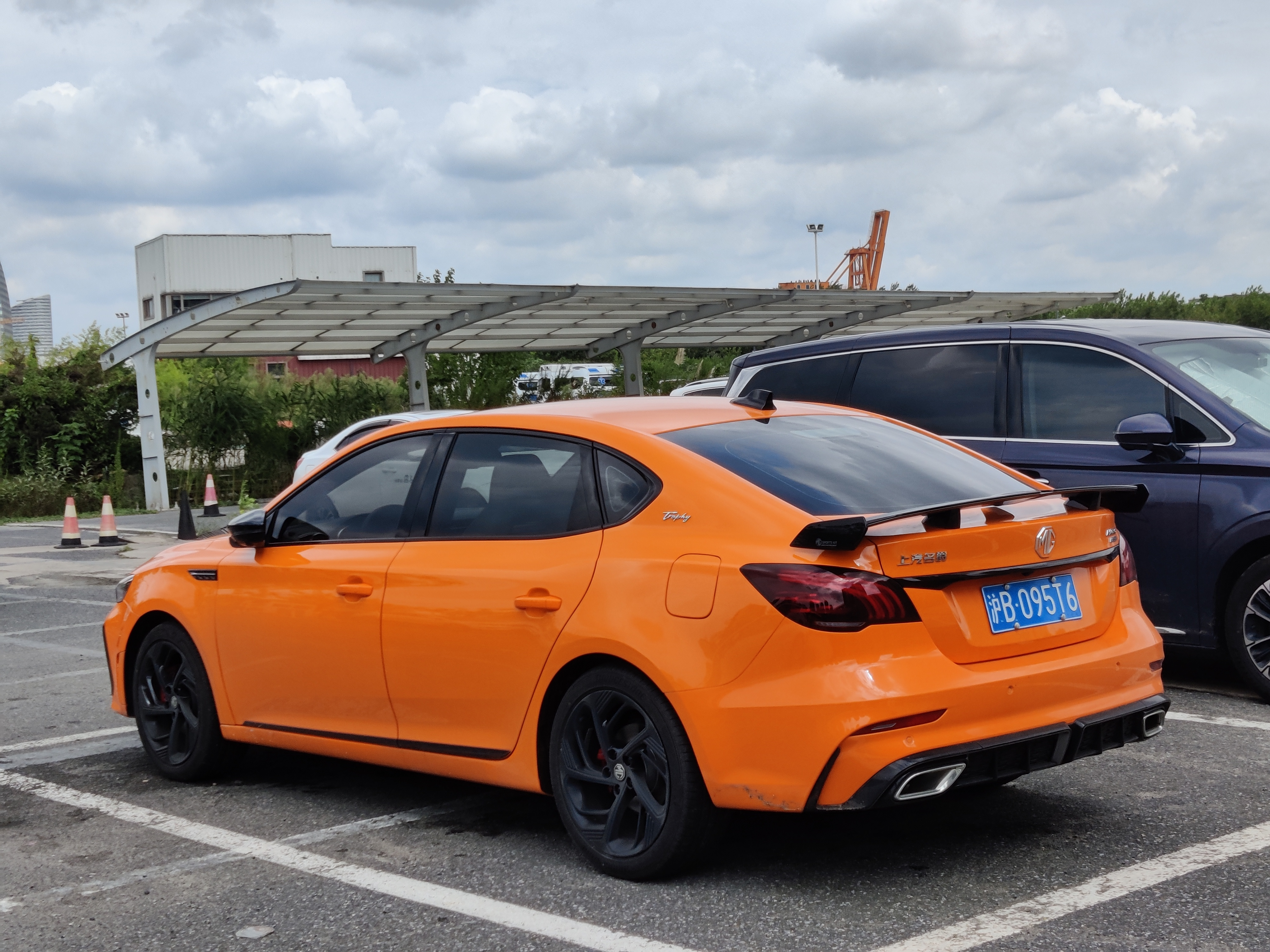
MG6 Pro（後側）

2023年，上汽在广州车展上发布了一款特殊型號的MG 6，即MG6 X-Line。

## 汽车运动
2012年1月，MG汽车宣布将参加2012年英国房车锦标赛。Triple 8 Race Engineering通过MG KX Momentum Racing车队驾驶两辆MG 6 GT车型，由Jason Plato和Andy Neate驾驶。Plato以第3名的成绩结束了本赛季，该车还没有在湿地条件下找到自己的操控状态。
车队在2013年回归，萨姆-托多夫（Sam Tordoff）接替尼特驾驶第2辆MG赛车，尼特通过KX学院计划加入车队，他在首年表现出色。Plato再次获得第3名，Tordoff获得第6名。2014年，MG夺得厂商冠军，打破了本田的4年统治。经过短短三年的角逐，MG6 GT在布兰兹哈奇的赛季收官战中以95分的优势封王。
车手普拉托和托尔多夫在30场比赛中共获得7场胜利和20个领奖台，普拉托在车手锦标赛中仅次于科林-特金顿获得第2名，而托尔多夫则获得第7名。2014赛季，第3辆Triple Eight Racing维持的MG6 GT也出现在赛场上，由马克-海因斯（Marc Hynes）驾驶，他以第18名的成绩结束了自己的首赛季。
2015年的比赛，MG以2013年冠军安德鲁-乔丹和杰克-戈夫的新车手阵容回归，两位车手都在2016赛季前离开。2016年3月8日，Triple Eight Racing确认Josh Cook和Ashley Sutton将代表车队参加2016年英国房车锦标赛。
迄今为止，MG 6 BTCC的车手有
| 年份 | 隊伍                                   | 駕駛                                                                      |
| ---- | -------------------------------------- | ------------------------------------------------------------------------- |
| 2012 | MG KX Momentum Racing                  | Jason Plato, Andy Neate                                                   |
| 2013 | MG KX Momentum Racing                  | Jason Plato, Sam Tordoff                                                  |
| 2014 | MG KX Clubcard Fuel Save               | Jason Plato, Sam Tordoff                                                  |
| 2014 | Quantel BiFold Racing                  | Marc Hynes                                                                |
| 2015 | MG Triple Eight Racing                 | Andrew Jordan, Jack Goff                                                  |
| 2016 | MG RCIB Insurance Racing               | Josh Cook, Ashley Sutton                                                  |
| 2017 | MG RCIB Insurance Racing               | Árón Taylor-Smith, Daniel Lloyd, Josh Cook                                |
| 2018 | AmD with AutoAid/RCIB Insurance Racing | Rory Butcher, Tom Boardman, Ant Whorton-Eales, Glynn Geddie, Josh Caygill |
| 2019 | Excelr8 Motorsport                     | Rob Smith , Sam Osborne                                                   |

2019年4月14日，一款全新TCR规格的MG 6概念车发布，两辆全新MG 6 X-Power TCR赛车在2019年TCR中国赛第三轮浙江国际赛车场亮相，由Rodolfo Avila和张振东作为邀请作品驾驶。
赛车在宁波国际赛车场获得了第三名和第四名。11月1日-3日，该车正式同源参加首届国际汽联汽车运动运动会房车杯的比赛，由Rory Butcher驾驶的AmDTuning.Com运营的英国车队赛车和由Zhang驾驶的MG Motor运营的中国车队赛车，Butcher在第2场比赛中获得了最好的第四名。两辆赛车将参加2020年TCR亚洲系列赛，MG X-Power车队将监控WTCR，并希望将该车参加冠军赛。